# FireFTP
O FireFTP é um cliente FTP multi-plataforma e gratuito para o Mozilla Firefox, estando entre uma de suas extensões. Suporta o ftp e FTPS. FireFTP é um software de ajuda/melhora, que funciona nas plataformas que o Firefox suporta.
O FireFTP é ativado do menu ferramentas, abrindo uma nova aba dentro de uma janela do Firefox. A parte do lado esquerdo mostra o sistema de arquivos local, uma árvore dos diretórios e uma lista dos arquivos no diretório atual. A parte do lado direito mostra o servidor FTP remoto. Entre os dois lados existem duas teclas com setas, uma para o upload e a outra para o download.
Para conectar a um servidor FTP, se pode ou dar entrada com um nome do local diretamente (“QuickConnect”) ou fazendo o gerenciador do cliente FireFTP recordar configurações de conta deste local particular, incluindo o nome de usuário e a senha, os ajustes de segurança (esquemas de encripitação), a modalidade passiva e os diretórios iniciais a mudar em cima da conexão, mudam para serem executados em nome de seus arquivos após transmissões.
FireFTP suporta esconder listas do diretório, podendo também fazer uma comparação entre uma árvore local do diretório com a árvore remota. Pode conectar através de servidor proxy (proxy servers), reconectando automaticamente após a desconexão. Pode também ser ajustado para interceptar todas as ligações de ftp:// no Firefox (que faz abri-las dentro do FireFTP).